# Leandro Oliveira
Leandro Oliveira (ur. 2 lutego 1982, zm. 6 lipca 2021) – brazylijski lekkoatleta specjalizujący się w biegach średnich i długich.
W 2007 zdobył srebrny medal mistrzostw Ameryki Południowej w biegu na 1500 metrów, a na uniwersjadzie odpadł w eliminacjach biegach na 800 i 1500 metrów. Brązowy medalista (w biegach na 1500 i 300 metrów) mistrzostw ibero-amerykańskich (2010). W 2011 zdobył trzy złote medale wygrywając mistrzostwa Ameryki Południowej i igrzyska panamerykańskie w biegu na 1500 metrów oraz został mistrzem kontynentu południowoamerykańskiego w biegu na milę. Złoty medalista mistrzostw ibero-amerykańskich z  2012. 
Stawał na podium mistrzostw Brazylii.
Uczestnik mistrzostw świata w biegach przełajowych w 2011.
Rekordy życiowe: bieg na 1500 metrów – 3:40,07 (11 czerwca 2008, Avellino); bieg na 3000 metrów – 7:51,08 (19 maja 2010, Belém).